# 廃墟の群盗
『廃墟の群盗』（はいきょのぐんとう、原題：Yellow Sky）は、1948年に公開されたウィリアム・A・ウェルマン監督作のアメリカ映画。

## キャスト
| 役名                 | 俳優                     | 日本語吹替 |
| 役名                 | 俳優                     | TV版       |
| -------------------- | ------------------------ | ---------- |
| ジェームズ・ドーソン | グレゴリー・ペック       | 城達也     |
| コンスタンス・メイ   | アン・バクスター         | 谷育子     |
| デュード             | リチャード・ウィドマーク | 大塚周夫   |
| ブル・ラン           | ロバート・アーサー       |            |
| レングシー           | ジョン・ラッセル         |            |
| ハーフ・ピント       | ハリー・モーガン         |            |

- TV版：初回放送1970年1月24日『土曜映画劇場』

## スタッフ
- 監督：ウィリアム・A・ウェルマン
- 脚本：ラマー・トロッティ
- 原案：W・R・バーネット
- 撮影：ジョセフ・マクドナルド
- 編集：ハーモン・ジョーンズ
- 音楽：アルフレッド・ニューマン